# Pflanzenölkocher
Ein Pflanzenölkocher ist ein Kocher zur Nahrungszubereitung, der Pflanzenöl als Brennstoff verwendet. Verwendet werden mobile Pflanzenölkocher bisher vor allem in Entwicklungsländern, wo sie das Kochen und Garen von Lebensmitteln auf wenig energieeffizienten Herden mit fossilen Brennstoffen, mit Holz oder Holzkohle ablösen sollen.

## Funktionsweise
Der Kocher besteht aus einem Brennstofftank, einer Luftpumpe und einem Brenner, der in das Kochergestell eingebaut ist. Tank und Kochergestell sind durch einen Schlauch verbunden. Der Tank wird mit Pflanzenöl gefüllt. Der Brenner wird mit einer kleinen Menge Alkohol vorgeheizt. Mit einer Luftpumpe wird der Tank auf einen Druck von etwa 2 bis 3 Bar gebracht. Durch den Luftdruck im Tank steigt das Öl in den Vergaser, der im Brenner angebracht ist. Unter Hitzeeinwirkung verwandelt sich das Öl in einen gasförmigen Brennstoff, der aus einer Düse austritt, sich mit der Umgebungsluft vermischt und mit einer blauen, sauberen Flamme brennt.

## Verbreitung
Ein Kochermodell mit dem Namen „Protos“ wurde von der BSH Bosch und Siemens Hausgeräte GmbH in Zusammenarbeit mit der Universität Hohenheim sowie der philippinischen Leyte State University entwickelt. Diese Entwicklung soll vornehmlich in Regionen der Erde hergestellt und vermarktet werden, in denen Pflanzenöl als Ersatz für herkömmliche Heizstoffe (z. B. Holz) einen wichtigen Beitrag zur nachhaltigen Versorgung der Bevölkerung mit Brennmaterialien leisten kann. Ein Modellprojekt mit Kokosöl auf der philippinischen Insel Leyte verlief erfolgreich, weitere Pilotprojekte finden in Indien, Indonesien und Westafrika statt. Für verschiedene Pflanzenöle (Rapsöle, Jatrophaöl) optimierte Modelle und Verfahren sind in der Entwicklung. Mittlerweile hat sich BSH aufgrund von „schwierigen und komplexen Rahmenbedingungen bezüglich Technik und Bedienkomfort und der Versorgung mit nachhaltig angebautem Pflanzenöl“ aus dem Projekt zurückgezogen.

## Vorteile
Verglichen mit den sonst in den Zielregionen verbreiteten Brennstoffen und Kochern oder Herden stellt der Einsatz moderner Pflanzenölkocher eine energiesparende und umweltfreundliche Alternative dar. Der Brennstoff Pflanzenöl kann häufig vor Ort hergestellt und kostengünstig abgegeben werden. Durch die Nutzung des Nachwachsenden Rohstoffs Pflanzenöl kann eine ausgeglichene CO2-Bilanz erzielt werden. 
Insbesondere in Entwicklungsländern ist auch der Ersatz des ebenfalls nachwachsenden Rohstoffs Holz (direkt oder als Holzkohle genutzt) sinnvoll. Durch die intensive und nicht nachhaltige Bewirtschaftung der Wälder zerstört die Bevölkerung mittel- und langfristig ihren eigenen Lebensraum. So nimmt mit den schrumpfenden Waldgebieten die Artenvielfalt ab, und wichtige Biotope gehen verloren. Zudem entsteht bei der traditionellen Verwendung von Holz mit offener Flamme gesundheitsschädlicher Rauch mit erheblichen Folgen für die Bevölkerung wie z. B. Atemwegserkrankungen und Vergiftungen.

## Alternativen
Neben dem Pflanzenölkocher existieren weitere Ansätze, um die Energienutzung im Bereich der Lebensmittelzubereitung in Entwicklungsländern zu verbessern. So gibt es Projekte zur Verbreitung effizienter Holzkohleherde, die vor Ort erstellt werden können. Solarthermie als Energiequelle nutzen Solarkocher und Sonnendörrer, während Solarkochkisten die Eigenwärme einmal erhitzter Speisen halten. Spirituskocher setzen auf Ethanol biologischer oder technischer Herkunft, während mobile Gaskocher in der Regel mit Propan oder Butan betrieben werden, die derzeit aus fossilen Rohstoffen hergestellt werden.